# Viện Pháp y tâm thần Trung ương
Viện pháp y tâm thần Trung ương là đơn vị sự nghiệp y tế công lập trực thuộc Bộ Y tế,được thành lập theo Quyết định số 2576/QĐ- BYT ngày 16 tháng 7 năm 2007 của Bộ trưởng Bộ Y tế. Viện có trụ sở tại xã Hoà Bình, huyện Thường Tín, thành phố Hà Nội, có Phân viện Pháp y tâm thần Bắc miền Trung đặt tại thành phố Vinh, tỉnh Nghệ An. Viện chịu sự quản lý nhà nước về y tế của Bộ Y tế, sự quản lý nhà nước về lĩnh vực giám định tư pháp của Bộ Y tế và Bộ Tư pháp; sự quản lý hành chính theo lãnh thổ của Ủy ban nhân thành phố Hà Nội.

## Lịch sử
Khi mới thành lập vào năm 2007, Viện có tên là Viện Giám định Pháp y tâm thần Trung ương. Đến năm 2014, theo chủ trương của Bộ Y tế về quy hoạch lại ngành, Viện đổi tên thành Viện Pháp y tâm thần Trung ương.

## Đặc điểm tổ chức
Viện Pháp y tâm thần Trung ương là đơn vị trực thuộc Bộ Y tế. Viện là đơn vị sự nghiệp có thu, có tư cách pháp nhân, có con dấu, tài khoản và trụ sở làm việc riêng.Viện có trụ sở chính tại xã Hòa Bình, huyện Thường Tín, Hà Nội; có Phân viện Pháp y tâm thần Bắc miền Trung tại tỉnh Nghệ An.

## Chức năng, nhiệm vụ
- Chức năng
Viện Pháp y tâm thần Trung ương có chức năng thực hiện giám định pháp y tâm thần theo quy định của Luật giám định tư pháp và pháp luật tố tụng; nghiên cứu khoa học, hợp tác quốc tế, chỉ đạo tuyến, tham gia đào tạo, bồi dưỡng nguồn nhân lực trong lĩnh vực pháp y tâm thần; tham gia khám và điều trị bệnh nhân tâm thần theo quy định của pháp luật.
- Nhiệm vụ
1. Đầu mối tham mưu chỉ đạo và hướng dẫn hoạt động chuyên môn về lĩnh vực pháp y tâm thần thuộc chức năng được giao:
a) Xây dựng các văn bản hướng dẫn, các quy trình, quy chuẩn về giám định pháp y tâm thần trình Bộ trưởng Bộ Y tế ban hành;
b) Hướng dẫn, chỉ đạo, kiểm tra nghiệp vụ pháp y tâm thần và thực hiện các văn bản hướng dẫn, các quy trình, quy chuẩn chuyên môn đối với các tổ chức giám định pháp y tâm thần theo phân công của Bộ Y tế;
c) Tham gia xây dựng và củng cố mạng lưới tổ chức giám định pháp y tâm thần trong toàn quốc; xây dựng hệ thống thông tin hai chiều về giám định pháp y tâm thần giữa cơ quan giám  định pháp y tâm thần và cơ quan tố tụng;
d) Tham mưu cho Bộ Y tế lập kế hoạch hoạt động ngắn hạn, dài hạn cho ngành pháp y tâm thần. Đề xuất các biện pháp nâng cao hiệu quả hoạt động giám định pháp y tâm thần.
2. Thực hiện giám định pháp y tâm thần.
a) Giám định pháp y tâm thần cho các trường hợp theo trưng cầu của người trưng cầu giám định và theo yêu cầu của người yêu cầu giám định;
Trực tiếp thực hiện giám định pháp y tâm thần cho 19 tỉnh thành phố gồm: Hà Nội, Hòa Bình, Cao Bằng, Bắc Cạn, Thái Nguyên, Lạng Sơn, Bắc Giang, Bắc Ninh, Hưng Yên, Hải Dương, Hải Phòng, Quảng Ninh, Hà Nam, Thái Bình, Nam Định, Ninh Bình, Thanh Hóa, Nghệ An, Hà Tĩnh theo phân công của Bộ Y tế và các tỉnh khác trên toàn quốc theo yêu cầu của người yêu cầu giám định.
b) Giám định bổ sung khi có trưng cầu của người trưng cầu giám định và theo yêu cầu của người yêu cầu giám định.
c) Giám định lại khi có quyết định của người trưng cầu giám định.
d) Thực hiện dịch vụ giám định theo yêu cầu của cá nhân, tổ chức theo quy định của Luật Giám định tư pháp.
3. Điều trị bắt buộc bệnh nhân tâm thần theo quy định của pháp luật.
4. Thực hiện giám định sức khỏe tâm thần thần theo yêu cầu của cá nhân, tổ chức (ngoài tố tụng) và khám bệnh, chữa bệnh tâm thần theo yêu cầu.
5. Đào tạo, bồi dưỡng chuyên môn, nghiệp vụ :
a) Chủ trì, phối hợp các đơn vị trong hệ thống pháp y tâm thần và các tổ chức có liên quan xây dựng chương trình, tài liệu và tổ chức, hướng dẫn bồi dưỡng chuyên môn nghiệp vụ pháp y tâm thần;
b) Đào tạo cấp chứng chỉ pháp y tâm thần theo quy định của Bộ Y tế;
c) Đào tạo bồi dưỡng nâng cao trình độ cho các cán bộ, giám định viên, điều dưỡng và người giúp việc chuyên ngành pháp y tâm thần theo quy định của pháp luật;
d) Tham gia đào tạo đội ngũ cán bộ thực hiện công tác tâm lý tội phạm, tâm lý lâm sàng phục vụ cho giám định và điều trị bắt buộc;
đ) Tham gia với các cơ sở đào tạo nhân lực y tế để đào tạo các trình độ về chuyên ngành pháp y tâm thần theo quy định của pháp luật.
6. Nghiên cứu khoa học về pháp y tâm thần:
- Tổ chức triển khai, chủ trì các hoạt động khoa học và công nghệ. Nghiên cứu, triển khai ứng dụng chuyển giao các kỹ thuật mới, phương pháp mới trong hoạt động giám định pháp y tâm thần; tham gia nghiên cứu khoa học các cấp để giải quyết các vấn đề liên quan đến sức khỏe của người dân, góp phần phát triển kinh tế và xã hội theo quy định của pháp luật;
- Tổ chức hội thảo, hội nghị khoa học về chuyên ngành pháp y tâm thần theo quy định của pháp luật;
- Thực hiện các Chương trình hợp tác nghiên cứu khoa học về pháp y tâm thần với các tổ chức, cá nhân trong và ngoài nước theo quy định của pháp luật.
7. Hợp tác quốc tế về pháp y tâm thần: Chủ động khai thác, thiết lập mối quan hệ hợp tác về đào tạo, nghiên cứu khoa học về pháp y tâm thần với các cơ sở nghiên cứu các nước trên thế giới, trao đổi kinh nghiệm và trao đổi chuyên gia về giảng dạy, nghiên cứu khoa học. Việc ký kết hợp tác với nước ngoài về lĩnh vực pháp y tâm thần, thực hiện theo quy định của pháp luật Việt Nam và theo hiệp ước thỏa thuận giữa Việt Nam và nước đó. Triển khai thực hiện các hoạt động đối ngoại hoặc có liên quan đến đối tác là người nước ngoài theo quy định của pháp luật.
a) Xây dựng các dự án đầu tư liên doanh, liên kết với các nước và các tổ chức quốc tế, kể cả các tổ chức phi chính phủ, trình Bộ trưởng Bộ Y tế phê duyệt.Tổ chức, huy động nguồn lực để thực hiện các thỏa thuận, các dự án hợp tác quốc tế theo quy định của pháp luật và theo phân cấp của Bộ Y tế;
b) Xây dựng kế hoạch đoàn ra, đoàn vào theo chương trình hợp tác quốc tế của Viện; cử cán bộ đi học tập, nghiên cứu ở nước ngoài; mời chuyên gia là người nước ngoài đến nghiên cứu, trao đổi kinh nghiệm và học tập tại Viện theo quy định và theo phân cấp của Bộ Y tế;
c) Tổ chức hội nghị, hội thảo, lớp học trong nước và quốc tế về các lĩnh vực thuộc phạm vi của Viện quản lý theo quy định của pháp luật.
8. Đề nghị Bộ Y tế bổ nhiệm và miễn nhiệm giám định viên pháp y tâm thần theo quy định pháp luật.
9. Tổng kết, báo cáo Bộ Y tế, Bộ Tư pháp về tổ chức, hoạt động giám định pháp y tâm thần định kỳ hàng năm của hệ thống Pháp y tâm thần.
10. Quản lý đơn vị:
Quản lý sử dụng có hiệu quả các nguồn lực của đơn vị, số lượng người làm việc (công chức, viên chức, người lao động hợp đồng), ngân sách, tài sản, vật tư thiết bị, công sản của Viện theo quy định của pháp luật.
11. Thực hiện các nhiệm vụ khác do Bộ Y tế giao.

## Thành tích
- Một số thành tích tiêu biểu của tập thể:
Viện đạt một số thành tích tiêu biểu: Bằng khen của Thủ tướng Chính phủ năm 2017, Cờ thi đua của Bộ Y tế năm 2016, Bằng khen của Bộ trưởng Bộ Tư Pháp năm 2016 và nhiều Bằng khen của Bộ trưởng Bộ Y tế, Tổng hội Y học Việt Nam, Hội Tâm thần học Việt Nam.
- Một số thành tích tiêu biểu của cá nhân:
01 Huân chương lao động hạng Nhì năm 2023
01 Huân chương lao động hạng Ba năm 2023
01 Chiến sĩ thi đua cấp Bộ năm 2016

## Công tác chuyên môn
Viện đã giám định pháp y tâm thần vượt hơn 200% đáp ứng đầy đủ trưng cầu giám định của các cơ quan pháp luật.
Các chỉ tiêu giường bệnh và chỉ tiêu khác đều vượt trên 120%.
Viện điều trị tốt đối tượng bắt buộc chữa bệnh tâm thần với quan điểm "thuốc không thiếu một viên, cơm không mất một bát và tích cực phục hồi chức năng tâm lý xã hội". Để đưa người bệnh trở về với cộng đồng xã hội, thực hiện quyền công dân.